# Association Football Club Wimbledon
Association Football Club Wimbledon, também chamado de AFC Wimbledon, é  um clube inglês de futebol, sediado em Kingston upon Thames, sudoeste de Londres, e joga na League Two, a quarta divisão do futebol inglês, ficando em penúltimo lugar na temporada 21/22. O estádio do clube é o New Plough Lane, homônimo ao utilizado em conjunto com o Crystal Palace entre 1991 e 1998. Mandou também suas partidas nos estádios Kingsmeadow (compartilhado com o Kingstonian FC e o Chelsea Ladies Football Club entre 2017 e 2020) e Loftus Road (pertencente ao Queens Park Rangers). 
O clube foi fundado em 2002 por torcedores do extinto Wimbledon FC após a Football Association realocar o clube para Milton Keynes em Buckinhamshire, cerca de 90 quilômetros ao norte de Wimbledon. A maioria dos torcedores se opuseram a esta mudança, alegando que ir pra longe da cidade natal apagaria seu legado e tradições. O Wimbledon FC se mudou em 2003 e virou o Milton Keynes Dons em 2004.
Quando o clube foi formado, ele se afiliou às Associações de Futebol de Londres e Surrey, e entrou na Premier Division da Combined Counties League, que faz parte da nona divisão do futebol inglês. O clube foi promovido seis vezes em treze anos, da nona divisão para a terceira.
O AFC Wimbledon atualmente ocupa o recorde de maior série imbatível em jogos profissionais das ligas inglesas, com 78 partidas sem derrotas entre fevereiro de 2003 e dezembro de 2004. É ainda o primeiro clube fundado no século XXI a entrar na Football League.
Em dezembro de 2017 o clube conseguiu a permissão final para construir um novo estádio no lugar do Wimbledon Stadium, apenas a 230 metros do Plough Lane, casa do Wimbledon FC desde 1991

## História

### Fundação
Em 28 de maio de 2002, a FA aprovou uma decisão de uma comissão de arbitragem de três pessoas que havia indicado para permitir a mudança do Wimbledon FC para a nova cidade de Milton Keynes em Buckinghamshire; uma decisão influenciada, dentre outros fatores, por um pedido do presidente do clube Charles Koppel, que alegou ser necessário para o clube não falir. A FA proibiu qualquer direito de apelação contra a decisão.
Embora a ausência de um terreno em Milton Keynes que atendesse aos critérios da Football League significasse que o clube não podia se mover fisicamente por mais de um ano, grandes protestos organizados contra a decisão continuaram sendo realizados pelo apoio local tradicional de Wimbledon e por um boicote aos jogos em casa do clube no Selhurst Park, a presença de torcedores diminuiu imediatamente.
Após o anúncio da decisão da FA, um grupo de torcedores do Wimbledon FC liderados por Kris Stewart e pelos membros fundadores Marc Jones e Trevor Williams reuniu-se no pub The Fox and Grapes em Wimbledon Common para planejar o que deve ser feito a seguir como parte do protesto. Foi acordado que, como não havia direito de apelar, a única opção era recomeçar o clube do zero. Em 30 de maio de 2002, a ideia foi apresentada em uma reunião da Associação de Torcedores Independentes de Wimbledon para criar um novo clube comunitário chamado AFC Wimbledon e um pedido de fundos foi lançado.
Em 13 de junho de 2002, um novo técnico, uma faixa de jogo e um emblema baseados no Wimbledon FC original, e um estádio foram apresentados aos torcedores e à imprensa no lotado Wimbledon Community Center. A fim de reunir uma equipe competitiva em um prazo muito curto, o AFC Wimbledon realizou testes com jogadores em 29 de junho no Wimbledon Common, aberto a qualquer jogador independente que considerasse que era bom o suficiente para tentar a equipe. O evento atraiu 230 jogadores esperançosos, dos quais a equipe do clube para a temporada inaugural foi finalmente escolhida.

### Ligas regionais (2002-2011)

#### Combined Counties League (2002–2004)
Na temporada 2002-03, o AFC Wimbledon competiu na Combined Counties League Premier Division, sob a administração do antigo jogador do Wimbledon FC Terry Eames, nomeado em 13 de junho de 2002. O primeiro jogo de todos os tempos, um amistoso de pré-temporada contra o Sutton United em 10 de julho, resultou em uma derrota de 4 a 0 diante de uma multidão de mais de 4 mil pessoas. No final de sua temporada de estreia, o clube terminou em terceiro no campeonato e por pouco não conseguiu a promoção para a Isthmian League First Division, apesar de um forte final de temporada que envolveu a vitória dos 11 jogos finais da liga.
Em 2003-04, venceu seus primeiros 21 jogos da liga antes de um empate por 2 a 2 contra o Sandhurst Town em 10 de janeiro de 2004, dando a eles 32 vitórias consecutivas em jogos da liga ao longo de duas temporadas. O treinador Terry Eames foi suspenso em 13 de fevereiro e demitido cinco dias depois por causa de uma má conduta grosseira, depois que foram produzidas evidências que demonstravam que ele primeiro fez representações não autorizadas e falsas a vários membros da equipe técnica, segundo que ele havia informado falsamente os membros da equipe técnica que o clube havia decidido não apoiar seus planos para o futebol juvenil e exigia que ele fizesse cortes orçamentários imediatos e, em terceiro lugar, que ele dispensava os serviços dos membros da equipe técnica citando razões falsas. O auxiliar Nick English assumiu o comando com efeito imediato. A equipe acabou por terminar como campeã do Combined Counties League com um recorde de invencibilidade de 42 vitórias e 4 empates. O clube também ganhou a Premier Challenge Cup batendo na final disputada no dia 30 de abril o North Greenford United por 4 a 1, conseguindo 2 troféus na temporada.
Em 2025 após 3 anos, o clube conseguiu o acesso a Football League One, para próxima temporada, ao vencer o Walsall pelo placar de 1 a 0.

## Títulos
- Isthmian League Premier Division: 2008–09, 2010–11
- Conference Premier: 2010–11
- Southern Football League Premier Division: 2003–04

## Elenco atual
29 de janeiro de 2024 
Nota: Bandeiras indicam equipe nacional, conforme definido pelas regras de elegibilidade da FIFA. Os jogadores podem ter mais de uma nacionalidade não-FIFA.
| N.º |                      | Posição | Jogador                                      |
| --- | -------------------- | ------- | -------------------------------------------- |
| 1   | Nova Zelândia        | G       | Nik Tzanev                                   |
| 2   | Inglaterra           | D       | Huseyin Biler                                |
| 3   | Inglaterra           | D       | Lee Brown                                    |
| 4   | Inglaterra           | M       | Jake Reeves (capitão)                        |
| 5   | Irlanda do Norte     | D       | Kofi Balmer (emprestado pelo Crystal Palace) |
| 6   | Irlanda do Norte     | D       | Ryan Johnson                                 |
| 7   | Inglaterra           | A       | James Tilley                                 |
| 8   | Inglaterra           | M       | Harry Pell                                   |
| 9   | Inglaterra           | A       | Josh Davison                                 |
| 10  | Inglaterra           | A       | Josh Kelly                                   |
| 11  | Inglaterra           | A       | Josh Neufville                               |
| 12  | Inglaterra           | G       | Alex Bass (emprestado pelo Sunderland)       |
| 14  | Inglaterra           | M       | Armani Little                                |
| 15  | República da Irlanda | D       | Alex Pearce (vice-capitão)                   |
| 16  | Inglaterra           | M       | James Ball                                   |

| N.º |                      | Posição | Jogador                                             |
| --- | -------------------- | ------- | --------------------------------------------------- |
| 17  | Inglaterra           | M       | Ryan McLean                                         |
| 18  | Líbano               | A       | Omar Bugiel                                         |
| 19  | República da Irlanda | M       | John-Joe O'Toole (emprestado pelo Mansfield Town)   |
| 20  | Inglaterra           | A       | Quaine Bartley                                      |
| 23  | Inglaterra           | D       | Josh Hallard                                        |
| 24  | República da Irlanda | A       | Ronan Curtis                                        |
| 25  | Inglaterra           | D       | Ethan Sutcliffe                                     |
| 26  | Inglaterra           | D       | Jack Currie                                         |
| 27  | País de Gales        | M       | Morgan Williams                                     |
| 28  | Inglaterra           | M       | Marcel Campbell                                     |
| 29  | Noruega              | M       | Aron Sasu                                           |
| 30  | Inglaterra           | D       | Paul Kalambayi                                      |
| 31  | País de Gales        | D       | Joe Lewis                                           |
| 33  | Inglaterra           | D       | Isaac Ogundere                                      |
| 38  | Inglaterra           | A       | John-Kymani Gordon (emprestado pelo Crystal Palace) |